# Starnberger See
Starnberger See (do 1962 Würmsee) – jezioro oraz obszar wolny administracyjnie (gemeindefreies Gebiet) w Niemczech w kraju związkowym Bawaria, w rejencji Górna Bawaria, w regionie Monachium. Obszar wolny administracyjnie jako teren niezamieszkany, należy do powiatu Starnberg i powierzchnia jego wynosi 57,16 km². Natomiast nad brzegiem jeziora leżą również miejscowości należące dodatkowo do powiatów Bad Tölz-Wolfratshausen oraz Weilheim-Schongau.
Starnberger See jest jednym z największych jezior w Niemczech. Pod względem powierzchni jest czwartym co do wielkości jeziorem wewnętrznym Niemiec, piątym wliczając Jezioro Bodeńskie, które znajduje się na pograniczu Niemiec, Austrii i Szwajcarii.
Jezioro stanowi popularny teren rekreacyjny okolic Monachium. Jezioro to (nazywane jeszcze wtedy Würmsee) upamiętniło się tragiczną śmiercią króla bawarskiego Ludwika II, którego ciało (oraz jego psychiatry, Bernharda von Guddena) znaleziono 13 czerwca 1886 roku w wodach jeziora w okolicach Zamku Berg, gdzie był uwięziony po pozbawieniu go tronu przez nieprzychylnych mu spiskowców. Wydarzenia tamtych czasów upamiętnia wotywna kaplica oraz drewniany krzyż w jeziorze.